# Rafael Morales Duque
Rafael Morales Duque (ur. 7 września 1929, zm. 7 stycznia 2021) – kolumbijski duchowny rzymskokatolicki, w latach 1994-2001 prefekt apostolski Guapi.

## Życiorys
Święcenia kapłańskie przyjął 13 lipca 1958. 5 maja 1994 został mianowany prefektem apostolskim Guapi. 13 lutego 2001 zrezygnował z urzędu.